# Tratado de Antuérpia (1609)
O Tratado de Antuérpia, que deu início à Trégua dos Doze Anos, foi um armistício assinado em Antuérpia em 9 de abril de 1609 entre a Espanha e os Países Baixos, criando a principal interrupção nas hostilidades durante a Guerra dos Oitenta Anos pela independência conduzida pelas Dezessete Províncias nos Países Baixos.

## Propostas e termos
Em fevereiro de 1608, os negociadores holandeses apresentaram aos seus homólogos espanhóis três propostas diferentes em relação ao comércio ultramarino nas Índias Orientais. A primeira proposta sugeria que a paz na Europa fosse estabelecida com a permissão de livre comércio em territórios ultramarinos que não estivessem sob controle do Império Espanhol. A segunda proposta previa que a paz na Europa fosse estabelecida junto a uma trégua que permitisse comércio ultramarino livre por um período de anos. A terceira proposta propunha que o comércio ultramarino fosse baseado em uma política de “por conta e risco”. Por fim, os espanhóis escolheram a segunda das três propostas. Com base nos termos do acordo, aos Países Baixos foi concedido o direito de comercializar em territórios ultramarinos controlados pelo Império Espanhol, desde que obtivessem uma licença expressa do Rei da Espanha. Além disso, os holandeses puderam engajar-se em comércio irrestrito fora das possessões coloniais espanholas, com a permissão dos nativos. De acordo com um protocolo redigido pelos enviados ingleses e franceses, os holandeses conseguiram, durante as negociações, reservar o direito de ajudar quaisquer nativos que tivessem concluído relações de tratado com eles, e tais ações não constituiriam violação do armistício geral.

## Hugo Grotius
Como nota paralela, a formação do acordo foi influenciada pelos escritos de Hugo Grotius em Mare Liberum (“Os Mares Livres”), publicado em 1609 por insistência da Companhia Holandesa das Índias Orientais; o panfleto foi publicado anonimamente em Leiden cerca de um mês antes da conclusão do tratado.

## Johan van Oldenbarnevelt
Johan van Oldenbarnevelt e as oligarquias urbanas de Holanda elaboraram outro tratado de paz para evitar qualquer recomeço de hostilidades com a Espanha quando o Tratado de Antuérpia expirasse em 1621. Contudo, o estatuder Maurício de Nassau, principal rival de Oldenbarnevelt no governo das Províncias Unidas, liderou uma facção de nobres que apoiava a retomada das hostilidades com a Espanha e conseguiu prender Oldenbarnevelt em 1618.